# Reiner Klimke
Reiner Klimke (n. 14 ianuarie 1936, Münster, Germania – d. 17 august 1999, Münster, Germania) a fost un politician ce a reprezentat Germania de Vest, medaliat olimpic. A participat la 6 ediții ale Jocurilor Olimpice (1960, 1964, 1968, 1976, 1984, 1988) în care a câștigat 5 medalii de aur și două medalii de bronz.